# 辛薩博 (密蘇里州)
辛薩博（英語：Sinsabaugh），又名阿康（Acorn），是位於美國密蘇里州里普利縣的非建制地區。

## 歷史
辛薩博的郵局（名為阿康）於1902年設立，其後於1937年停運。

## 地理
辛薩博所處的海拔為高於海平面89米（即292英呎），而該地所採用的時區為UTC-6，即北美中部時區（CST）。同時該地設有夏令時間，為UTC-6調快一小時，即UTC-5（CDT）。